# 국가지하수정보센터
국가지하수정보센터(National Groundwater Information Management & Service Center ; GIMS)는 대한민국의 지하수 수량, 수질, 이용실태 등 모든 지하수 정보를 수집, 관리하고, 대국민 지하수정보 서비스를 제공하기 위하여 설립된 대한민국 환경부 산하 한국수자원공사 부설기관이다. 대전광역시 대덕구 신탄진로 560 (연축동 산 6-2)에 위치하고 있다.

## 설립 근거
- 지하수법[3]

국가지하수관리기본계획(2012, 국토교통부)

## 연혁
- 1996년 12월 지하수정보관리사업계획 확정(건설교통부) 지하수관리기본계획(지하수법 제5조)에 장기계획 수립
- 1998년 3월 한국수자원공사를 지하수정보시스템 운영기관으로 지정
- 2000년 1월 지하수인터넷정보서비스 개시
- 2002년 12월 정부의 지하수관리기본계획(지하수법 제6조 관련)에서 “국가지하수정보센터”의 설치·운영에 대한 중장기기본계획 수립 완료
- 2003년 9월 지하수정보센터(안) 수립 및 관계부처 의견 수렴
- 2004년 1월 지하수정보센터 운영[4][5]
- 2004년 6월 국가지하수관측망관리시스템 구축
- 2004년 12월 시군구 행정정보(지역개발) 연계관리시스템 구축
- 2008년 12월 보조지하수관측망관리시스템 개발

## 주요 업무
- 지하수 정보 수집, 관리 및 분석을 통한 지하수 정책수립 지원
- 국가지하수정보지도 등 지하수정보시스템 개발 및 유지관리
- 지하수자료 표준화, 지하수정보 연계 및 공동활용 추진
- 정보화 기술 연구개발, 교육 및 지자체 기술지원

## 같이 보기
- 한국수자원학회
- 한국지하수토양환경학회